# Ситти Мюкриме-хатун
Ситти́ Мюкриме́-хату́н (тур. Sitti Mükrime Hatun), также Ситтиша́х-хату́н (тур. Sittişah Hatun; ум. 1467 или 1486) — дочь правителя бейлика Дулкадир Сулеймана-бея, жена османского султана Мехмеда II

## Биография
Дата рождения Ситтишах неизвестна. Она родилась в Эльбистане и была дочерью шестого правителя бейлика Дулкадир Сулеймана-бея.
Сулейман-бей был весьма богат и имел крупную армию, что уже могло склонить Мурада II к брачному союзу с ним. Однако византийский хронист Дука считал, что главным мотивом османского султана было то, что ему требовался могущественный союзник в борьбе с Караманидами и Джаханшахом — предводителем племенного объединения Кара-Коюнлу. К тому же, это был не первый и не последний династический союз между двумя государствами: сестра Сулейман-бея (или его племянница) Эмине-хатун, дочь Мехмеда Насиреддина (или его сына Шабан Сюлы-бея), была женой султана Мехмеда I; внучка Сулейман-бея Айше-хатун, дочь Бозкурта Алауддевле, позднее станет одной из жён Баязида II и, предположительно, матерью Селима I.
Предположительно зимой 1448—1449 годов султан Мурад II призвал великого визиря Чандарлы Халила-пашу и уведомил его о желании женить сына на одной из пяти дочерей Сулеймана-бея. Бремя выбора невесты было возложено на жену санджакбея Амасьи Хызыра-паши. Жена паши прибыла в Эльбистан и её выбор пал на Ситтишах-хатун — самую красивую из дочерей Сулейман-бея; посредница поцеловала глаза Ситтишах и надела ей на палец обручальное кольцо. Позднее жена Хызыра-паши в сопровождении советника султана по семейным вопросам Саруджи-паши вернулась в Эльбистан, чтобы проводить невесту в Румелию. В сопровождении наиболее видных представителей знати Ситтишах прибыла в бывшую столицу Османской империи Бурсу, затем была переправлена через пролив Чанаккале и доставлена в Эдирне, где её торжественно встретил султан.
В конце 1449 — начале 1450 года Ситтишах вышла замуж за будущего османского султана Мехмеда II. Торжества длились три месяца и сразу после их завершения Ситтишах с мужем и другими его жёнами и детьми отбыла в Манису. Брак с Мехмедом был несчастливым: невеста была выбрана без его согласия, и когда Мехмед II перевёз свой двор и семью в завоёванный им в 1453 году Константинополь, Ситтишах осталась в Эдирне в одиночестве.
Точная дата смерти Ситтишах неизвестна. Франц Бабингер не указывает даты смерти Ситтишах, но пишет о том, что она оставалась в Эдирне до апреля 1467 года. Энтони Алдерсон указывает датой смерти Ситтишах 1467 или 1486 год; Недждет Сакаоглу также называет 1486 год. Известно, что в Эдирне Ситтишах организовала благотворительный фонд (вакф), который действовал в самом городе и его окрестностях. На средства вакфа в бывшей столице в 1485 году была построена мечеть. Также, вероятно, в память о тётке по приказу Айше-хатун, жены Баязида II, в Эдирне близ могилы Ситтишах-хатун была построена мечеть её имени.

### Вопрос материнства
Традиционно матерью султана Баязида II считается наложница Мехмеда II Гюльбахар-хатун, однако некоторые историки, к примеру Явуз Бахадыроглу, называет матерью Баязида II Ситтишах-хатун. Эта версия маловероятна, так как датой заключения династического брака между Мехмедом II и Ситтишах по разным данным является 1449 или 1450 год. Таким образом, Баязид, родившийся за несколько лет до этого, не мог быть сыном Ситтишах. Энтони Алдерсон и Франц Бабингер утверждают, что у Ситтишах не было сыновей и, вероятно, детей вообще. В случае, если Ситтишах умерла в 1486 году, маловероятно, чтобы Баязид, оказавшийся на троне в 1481 году, при живой матери даровал титул валиде другой жене отца.